# Fenice

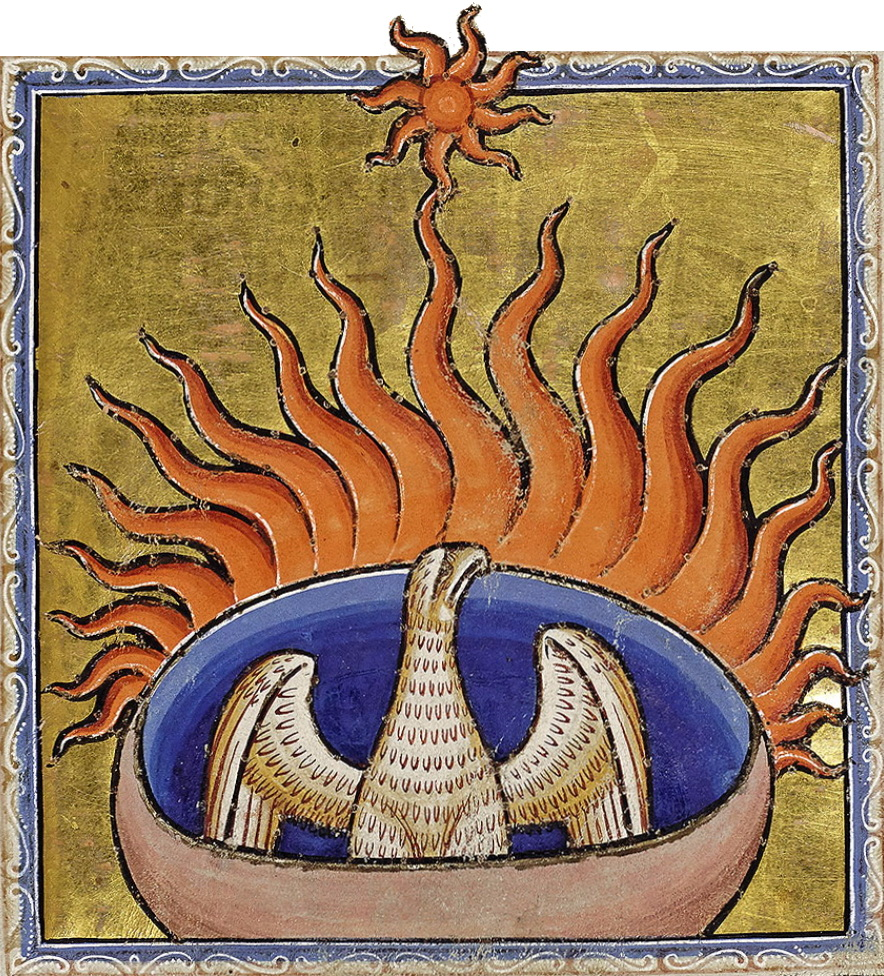
La fenice brucia in fiamme, da un bestiario medievale

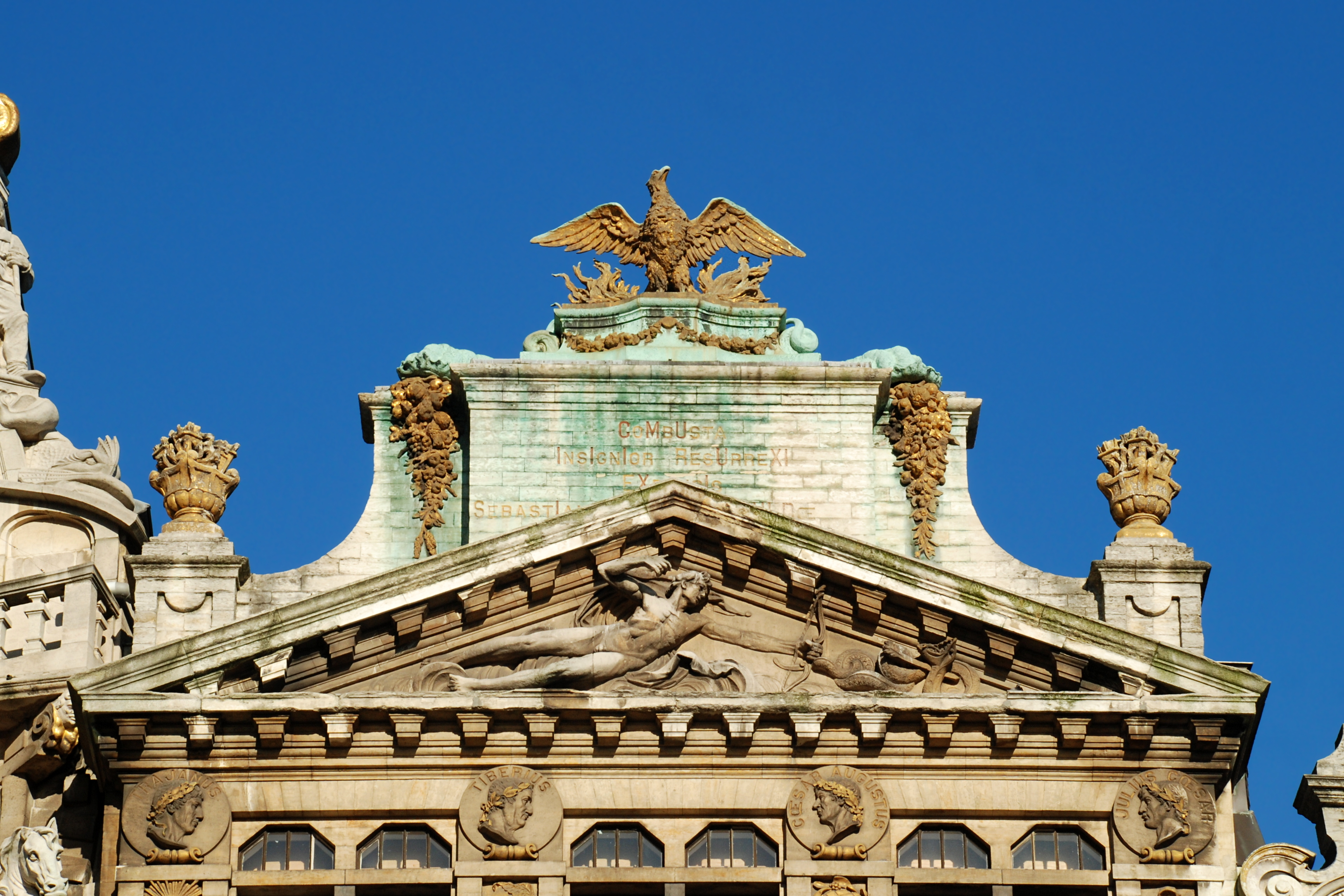
La fenice che sormonta la Maison de la Louve a Bruxelles.

La fenice (dal greco antico Φοῖνιξ?, phoînix latinizzato in phoenix, phoenicis, ossia "rosso porpora"), spesso indicata anche con gli epiteti "araba fenice" e "uccello di fuoco", è un uccello mitologico presente nel folklore di vari popoli considerato in grado di controllare il fuoco e di rinascere dalle proprie ceneri dopo la morte.
Gli egizi furono i primi a parlare del Bennu, creatura che poi nelle leggende greche divenne la fenice, raffigurandola solitamente con la corona Atef o con l'emblema del disco solare. Contrariamente alle fenici di tutte le altre civiltà, quella egizia non era percepita come un rapace o un variopinto uccello tropicale ma come un passero (prime dinastie) o un airone cenerino e non risorgeva dalle fiamme, cui era immune (come nel mito greco e successivi), ma dalle acque.

## Descrizione
La fenice in vari miti era un favoloso uccello sacro, infatti simile a un'aquila reale, e aveva il piumaggio dal colore splendido, il collo color d'oro, rosse le piume del corpo e azzurra la coda con penne rosee, le ali in parte d'oro e in parte di porpora, un lungo becco affusolato, lunghe zampe, due lunghe piume (una rosa ed una azzurra) che le scivolano morbidamente giù dal capo e tre lunghe piume che pendono dalla coda piumata (una rosea, una azzurra e una color rosso-fuoco).
Il motto della fenice è Post fata resurgo ("dopo la morte torno ad alzarmi").
Pochissimi storici si domandano se sia esistita la fenice, facendo riferimento alle opere dei poeti romani, considerandola nulla di più di un prodotto della fantasia dei seguaci del Dio-Sole. Alcuni, tuttavia, credono che il mito possa essere basato sull'esistenza di un vero uccello che viveva nella regione allora governata dagli Assiri.
Gli antichi la identificavano col fagiano dorato – tanto che Eliogabalo si vantò di averne catturata una –, nella Bibbia, con l'ibis o col pavone; altri, con l'airone rosso o l'airone cenerino, basandosi sull'abitudine degli antichi egizi di festeggiare il ritorno del primo airone cenerino sopra il salice sacro di Eliopoli, considerato evento di buon auspicio, di gioia e di speranza.
Come l'airone che spiccava il volo sembrava mimare il sorgere del sole dall'acqua, la Fenice venne associata col sole e rappresentava il ba ("l'anima")  del dio del sole Ra, di cui era l'emblema — tanto che nel tardo periodo il geroglifico del Bennu veniva impiegato per rappresentare direttamente Ra.
Quale simbolo del sole che sorge e tramonta, la Fenice presiedeva al giubileo regale. Ed essendo colei che ri-sorge per prima, venne associata al pianeta Venere — che appunto veniva chiamato "la stella della nave del Bennu-Asar", e menzionata quale Stella del Mattino nell'invocazione:
E come l'airone, che s'ergeva solitario sulla sommità delle piccole isole di roccia che sbucavano dall'acqua dopo la periodica inondazione del Nilo che ogni anno fecondava la terra col suo limo, il ritorno della Fenice annunciava un nuovo periodo di ricchezza e fertilità. Non a caso era considerata la manifestazione dell'Osiride risorto, e veniva spesso raffigurata appollaiata sul Salice, albero sacro ad Osiride. Per questa stessa ragione venne riconosciuta quale personificazione della forza vitale, e — come narra il mito della creazione — fu la prima forma di vita ad apparire sulla collina primordiale che all'origine dei tempi sorse dal Caos acquatico.
Si dice infatti che il Bennu abbia creato sé stesso dal fuoco che ardeva sulla sommità del sacro salice di Eliopoli.
Proprio come il sole, che è sempre lo stesso e risorge solo dopo che il sole "precedente" è tramontato, di Fenice ne esisteva sempre un unico esemplare per volta. Da qui l'appellativo "semper eadem": sempre la medesima.
Era sempre un maschio e viveva in prossimità di una sorgente d'acqua fresca all'interno di una piccola oasi nel deserto d'Arabia, un luogo appartato, nascosto e introvabile.
Ogni mattina all'alba faceva il bagno nell'acqua e cantava una canzone così meravigliosa che il dio del sole arrestava la sua barca (o il suo carro, nella mitologia greca) per ascoltarla.
Talvolta visitava Eliopoli (la città del sole, di cui era l'uccello sacro) e si posava sulla pietra ben-ben: l'obelisco all'interno del santuario della città (nota originariamente col nome di "Innu", che significa "la città dell'obelisco", da cui il nome biblico On).

### Morte e resurrezione
Secondo una versione del mito, la principale, l'araba fenice è divenuto il simbolo della morte e risurrezione; si dice infatti "come l'araba fenice che risorge dalle proprie ceneri".
Dopo aver vissuto per 500 anni, la Fenice sentiva sopraggiungere la sua morte, si ritirava in un luogo appartato e costruiva un nido sulla cima di una quercia o di una palma.
Qui accatastava le più pregiate piante balsamiche, con le quali intrecciava un nido a forma di uovo — grande quanto era in grado di trasportarlo (cosa che stabiliva per prove ed errori). Infine vi si adagiava, lasciava che i raggi del sole  appiccassero l'incendio e si lasciava consumare dalle sue stesse fiamme.
Per via della cannella e della mirra che bruciano, la morte di una fenice è spesso accompagnata da un gradevole profumo.
Dal cumulo di cenere emergeva poi una piccola larva (o un uovo) che i raggi solari facevano crescere rapidamente fino a trasformarla nella nuova Fenice nell'arco di tre giorni, dopodiché la nuova Fenice, giovane e potente, volava ad Eliopoli e si posava sopra l'albero sacro; per altro si dice anche che dalla gola della Fenice giunse il soffio della vita (il Suono divino, la Musica) che animò il dio.
Ma nella antica tradizione riportata da Erodoto, la fenice risorge ogni 500 anni, come riportato da Cheremone, filosofo stoico iniziato ai misteri egizi o da Orapollo vissuto sotto Zenone. La fenice è una delle manifestazioni del sole, come interpretato da Sbordone che riporta una grafia tarda del nome di Osiride costituita da un occhio e uno scettro.

### Storia
Storicamente parlando, uno dei primi resoconti dettagliati che abbiamo è quello dello storico greco Erodoto:
Proprio a questo resoconto di Erodoto dobbiamo l'erronea denominazione di "Araba Fenice".
Ovidio, ne Le metamorfosi, ci narra della fenice, uccello che, giunto alla veneranda età di 500 anni, termine ultimo della vita concessagli, depone le sue membra in un nido di incenso e cannella costruito in cima ad una palma o a una quercia e spira. Dal suo corpo nasce poi un'altra fenice che, divenuta adulta, trasporta il nido nel tempio di Iperione, il Titano padre del dio Sole.
Ovidio dice:
Eliopoli, dove i sacerdoti di Ra conservavano gli archivi dei tempi passati. In quest'ottica, la Fenice era il nuovo profeta/messia che "distruggeva" gli antichi testi sacri per far risorgere una nuova Religione dai resti della precedente.
Tacito arricchisce la storia, scrivendo che la giovane fenice solleva il corpo del proprio genitore morto fino a farlo bruciare nell'altare del Sole. Altri scrittori descrivono come la fenice morta si trasformi in un uovo, prima di essere portata verso il Sole.
Il Fisiologo, primo bestiario cristiano, cita il favoloso uccello:
C'è un altro volatile che è detto fenice.

Nostro Signore Gesù Cristo ha la sua figura, e dice nel Vangelo:
«Posso deporre la mia anima, per poi riprenderla una seconda volta».
Per queste parole i Giudei si erano scandalizzati e volevano lapidarlo. C'è dunque un uccello, che vive in alcune zone dell'India, detto fenice.
Di lui il Fisiologo ha detto che, trascorsi cinquecento anni della sua vita, si dirige verso gli alberi del Libano e si profuma nuovamente entrambe le ali con diversi aromi. Con alcuni segni si annuncia al sacerdote di Eliopoli nel mese nuovo, Nisan o Adar, cioè nel mese di Famenòth, o di Farmuthì. Dopo che il sacerdote ha avvertito questo segnale, entra e carica l'altare di sarmenti di legno.
Quindi il volatile arriva, entra nella città di Eliopoli, pieno di tutti gli aromi che sprigionano entrambe le sue ali; ed immediatamente vedendo la composizione di sarmenti che è stata fatta sull'altare, si alza e, circondandosi di profumi, un fuoco si accende da solo e da solo si consuma. Poi, un altro giorno, giunse un sacerdote e, dopo aver bruciato la legna che aveva collocato sopra l'altare, trovò qui, osservando, un modesto vermicello, che emanava un buonissimo odore.
Poi, al secondo giorno, trovò un uccellino raffigurato.
Il terzo il sacerdote tornò a vedere e notò che l'uccellino era divenuto un uccello fenice. Una volta salutato il sacerdote, volò via e si diresse al suo luogo antico.
Se invero questo uccello ha il potere di morire e di nuovo di rivivere, nel modo in cui gli uomini stolti si adirano per la parola di Dio, tu hai il potere come vero uomo e vero figlio di Dio, hai il potere di morire e di rivivere.
Dunque come ho detto prima, l'uccello prende l'aspetto del nostro Salvatore, che scendendo dal cielo, riempì le sue ali dei dolcissimi odori del Nuovo e dell'Antico Testamento, come egli stesso disse: «Non sono venuto ad eliminare la legge, ma ad adempierla». E di nuovo: «Così sarà ogni scrittore dotto nel regno dei cieli, offrendo rose nuove ed antiche dal suo tesoro»
La lunga vita della Fenice e la sua così drammatica rinascita dalle proprie ceneri, ne fecero il simbolo della rinascita spirituale, nonché del compimento della Trasmutazione Alchemica - processo Misterico equivalente alla rigenerazione umana ("Fenice" era il nome dato dagli alchimisti alla pietra filosofale).
Già simbolo della Sapienza divina (cfr. Giobbe 38 verso 36), intorno al IV secolo d.C. venne identificata con Cristo presumibilmente per via del fatto che tornava a manifestarsi 3 giorni dopo la morte, e come tale venne adottata quale simbolo paleocristiano di immortalità, resurrezione e vita dopo la morte.
Dante Alighieri così descrive la Fenice:
quando al cinquecentesimo anno appressa

erba né biada in sua vita non pasce,

ma sol d'incenso lacrima e d'amomo,

e nardo e mirra son l'ultime fasce.»
(Inferno XXIV, 107-111)
Al giorno d'oggi sopravvive il modo di dire "essere una fenice", per indicare qualcosa di cui non si conosce l'uguale, introvabile, un esemplare unico e soprattutto inafferrabile, secondo il ben noto detto di Metastasio (Demetrio, atto II, scena III):
come l'araba Fenice:

che vi sia ciascun lo dice,

dove sia nessun lo sa.»
Tale strofa venne ripresa pari pari, a parte «gli amanti» sostituiti con «le femmine», da Lorenzo Da Ponte nel libretto di Così fan tutte musicato da Mozart:
come l'araba Fenice:

che vi sia ciascun lo dice,

dove sia nessun lo sa.»

### Astronomia
La Fenice (abbreviazione: Phe) è anche una costellazione dell'Emisfero Sud, vicino a Tucana (il Tucano) e Sculptor. Fu così chiamata da Johann Bayer nel 1603, ed è costituita da 11 stelle. Assai curiosamente, questa costellazione è universalmente stata riconosciuta come uccello, ed è stata chiamata Grifone, Aquila, Giovane Struzzo (dagli arabi) e Uccello di Fuoco (dai cinesi).

## Nel mondo
Vi sono controparti della Fenice in praticamente tutte le culture: sumera, assira, inca, azteca, russa (l'uccello fatto interamente di fuoco), quella dei nativi americani (Yel), e in particolare nella mitologia cinese (Feng), indù e buddista (Garuḍa), giapponese (Ho-oo o Karura), ed ebraica (Milcham):

### Cina
(The Feng Shui Handbook, feng shui Master Lam Kam Chuen)
Nella tradizione cinese la fenice appartiene ai Si Ling.
Rappresentava il potere e la prosperità, ed era un attributo esclusivo dell'imperatore e dell'imperatrice, che erano gli unici in tutta la Cina ad essere autorizzati a portare il simbolo del Feng. Era la personificazione delle forze primordiali dei Cieli, e talvolta veniva rappresentata con la testa e la cresta di fagiano e la coda di pavone (ma siccome i cinesi desideravano dare al Feng i più begli attributi di tutti gli animali, lo raffiguravano con la fronte della gru, il becco dell'uccello selvatico, la gola della rondine, il collo del serpente, il guscio della testuggine, le strisce del drago e la coda di un pesce).
Nel becco portava due pergamene o una scatola quadrata che conteneva i Testi Sacri, e recava iscritte nel corpo le Cinque Virtù Cardinali. Si dice inoltre che la sua canzone contenesse le cinque note della scala musicale cinese, e che la sua coda includesse i cinque colori fondamentali (blu, rosso, giallo, bianco e nero), e che il suo corpo fosse una mistura dei sei corpi celesti (la testa simboleggiava il cielo; gli occhi, il sole; la schiena, la luna; le ali, il vento; i piedi, la terra; e la coda, i pianeti).
Il Feng viene a volte dipinto con una sfera del fuoco che rappresenta il sole, ed è chiamato "l'uccello scarlatto": l'imperatore di tutti gli uccelli. Nato dal fuoco nella "Collina del Falò del Sole", vive nel Regno dei Saggi, che sta ad Est della Cina. Beve acqua purissima e si ciba di bambù. Ogni volta che canta, tutti i galli del mondo l'accompagnano nella sua canzone di cinque note.
Appare soltanto in tempi di pace e prosperità, e scompare nei tempi bui. Diversamente dal Benu, il Feng può essere maschio o femmina, e vivere in coppia — coppia che rappresenta la felicità della coppia di sposi. Al concepimento, è il Feng a consegnare l'anima del nascituro nel grembo della madre.

### Giappone
In giapponese classico la Fenice figura col nome di Hōō (鳳凰 ホウオウ) trascritto anche come Houou, o anche fushichō (不死鳥 ふしちょう), mentre fenikusu (フェニクス) viene più recentemente dalla trascrizione dell'americano phoenix; viene usata anche la traslitterazione di "uccello di fuoco" hinotori (火の鳥).
Hōō è anche usato per indicare la costellazione della fenice. Karura è invece una trascrizione (con adattamento) del nome sanscrito Garuḍa: è un'enorme aquila sputa fuoco dalle piume dorate e gemme magiche che ne coronano la testa, ed annuncia l'arrivo di una nuova era. 
Nel franchise Pokémon, Ho-Oh è evidentemente una rappresentazione della fenice, non solo per il nome banalmente anagrammato, ma anche per il suo aspetto che è facilmente riconducibile a quello di una fenice nell'immaginario collettivo. Inoltre la comparsa, seppur fugace, di questo Pokémon nel primo episodio della serie animata è decisamente in linea con il significato dell'animale che annuncia appunto "l'arrivo di una nuova era". La figura della Fenice nel manga vede una sua prima rappresentazione nell'opera La Fenice del mangaka Osamu Tezuka, nel quale la fenice sta a raffigurare la grande e prorompente forza della natura.

### India
Nella cultura induista e buddista, la Fenice si chiama Garuḍa.
Ha ali e becco d'aquila, un corpo umano, la faccia bianca, ali scarlatte e un corpo d'oro. È uno dei supremi veggenti d'infinita coscienza. Narra la leggenda indù che Kadru, madre di tutti i serpenti, combatté con la madre di Garuda, imprigionandola. Garuda andò quindi a recuperare del Soma, che lo rese immortale, per liberare sua madre da Kadru. Visnù, colpito da ciò, lo scelse come avatar (l'incarnazione terrestre) o destriero.
Comunque, Garuda mantenne un grande odio verso i Nāga (la famiglia dei serpenti e dei draghi), e ne ammazzava uno al giorno per pranzo. Poi però un principe buddista gl'insegnò l'astinenza, e Garuda riportò in vita le ossa di molti dei serpenti che aveva ucciso.

### Antico Egitto
Nella Religione egizia la Fenice prende il nome di Benu e viene considerata una vera e propria divinità; l'uccello mitologico consacrato al dio Ra è simbolo della nascita e della resurrezione dopo la morte e quindi della vita eterna. Ad esso sono associate quattro piramidi dell'antico Egitto. La Piramide di Cheope, dove il sole sorge e tramonta, Sahura, splendente come lo spirito Fenice, Neferikare, dello spirito Fenice" e Reneferef, divina come gli spiriti Fenice.
Nell'opera biblico-egittologica Giuseppe, Maestro del Mondo e delle scienze, viene associato il Benu a Giuseppe d'Egitto, il quale, risulta anche l'anticipazione del Cristo che muore e risorge. Messo a morte dai fratelli è associato alla porpora sanguigna, che regale, risorge glorioso.
La simbologia associa alla Fenice il numero romano di LXXI, ovvero 71, dove il numero 7 indica le ceneri (come 7º giorno fine) e il numero 1 indica la vita, l'inizio. Come la fenice che dalla fine ha un nuovo inizio.

### Ebraismo
Nelle leggende ebraiche, la Fenice viene chiamata ha-chôl (עוף החול) o Milcham.
Una leggenda ebraica narra che Eva mangiò il frutto proibito, divenne gelosa dell'immortalità e della purezza delle altre creature del Giardino dell'Eden e così convinse tutti gli animali a mangiare a loro volta il frutto proibito, affinché seguissero la sua stessa sorte.
Tutti gli animali cedettero, tranne la Fenice, che Dio ricompensò ponendola in una città fortificata dove avrebbe potuto vivere in pace per 1000 anni. Alla fine di ogni periodo di 1000 anni, l'uccello bruciava e risorgeva da un uovo che veniva trovato nelle sue ceneri.
C'è chi ritiene che i Padri della Chiesa accolsero la tradizione ebraica e fecero della fenice il simbolo della resurrezione della carne. In realtà le citazioni cristiane più antiche, a partire dalla Lettera a Corinzi di papa Clemente I e dal De ave phoenice di Lattanzio dimostrano ampiamente di derivare da Erodoto, Plinio e Ovidio, i cui racconti furono adattati al pensiero cristiano. A partire da quell'epoca, la fenice entra nell'iconografia delle catacombe e poi ricorre sempre più frequentemente nell'arte cristiana.

## Paralleli con altre figure leggendarie
Quetzalcoatl, dio uccello (o serpente piumato) dell'America Centrale (Messico), aveva il dono di morire e risorgere; grande sovrano e portatore di civiltà.
Da un'iscrizione Maya del 987 d.C.: «Arrivò Kukulkán, serpente piumato, a fondare un nuovo stato». I toltechi ne parlano come di un re-sacerdote di Tollan, che morì nello Yucatán, forse arso su un rogo (come la Fenice).
Wakonda, uccello del tuono degli indiani Dakota. Per i Sioux, "grande potere superiore", fonte di potere e saggezza, divinità generosa che sostiene il mondo e illumina lo sciamano.
Nella narrativa dell'antica Persia è presentata con il nome di Homa o Seemorgh.

## Nei media
- Hi no Tori (La Fenice) era il progetto più ambizioso del "padre dei manga" Osamu Tezuka e definito dall'autore stesso "l'opera della vita": si tratta di un lungo affresco che narra la storia dell'umanità e la vana ricerca dell'immortalità, simboleggiata appunto dalla Fenice. La serie, cominciata nel 1954, fu interrotta dopo dodici capitoli dalla scomparsa dell'autore nel 1989.
- Ne Il volo della Fenice, film del 1965 poi rielaborato nel 2004, Fenice è il nome dato all'aereo in scala ridotta costruito dall'equipaggio di un aereo caduto tra le dune del deserto africano.
- La Fenice è una canzone presentata al Festival di Sanremo 1984 da Santandrea.
- La Fenice è una canzone del collettivo hip hop italiano Colle der Fomento in collaborazione con Kaos del 2007.
- Araba Fenice è una canzone di Loredana Bertè del 2007.
- Nell'anime Gear Fighter Dendoh la settima delle armi elettroniche porta il nome di Antica Fenice: oltre a donare ai mecha un'energia infinita, è anche in grado di ridare vita alle armi elettroniche.
- Nella serie manga e anime I Cavalieri dello Zodiaco uno dei cinque protagonisti, Ikki (nel doppiaggio italiano dell'anime ribattezzato "Phoenix"), è protetto dalla costellazione della Fenice e il suo cloth (l'armatura che tutti i cavalieri portano) è l'unico in grado di risorgere dalle proprie ceneri se distrutto.
- Jean Grey, uno degli X-Men più noti e potenti, è spesso posseduta dall'entità cosmica Fenice, che amplifica ancora di più i suoi poteri rendendola un essere semidivino.
- Nel film Maleficent - Signora del male la protagonista ricompare, dopo essere morta, sotto forma della Fenice.
- Nella serie televisiva Legacies Landon Kirby è una fenice.
- Nella serie televisiva Supernatural le fenici sono mostri molto rari e antichi dall'aspetto umano le cui ceneri sono in grado di danneggiare Eva, la madre di tutti i mostri.
- Nella serie manga e anime Ken il guerriero uno dei principali antagonisti, Souther, è il maestro dello stile della fenice mitologica - il più potente - della sacra scuola di Nanto.
- Nella serie manga e anime One Piece, Marco, comandante della prima divisione dei pirati di Barbabianca, può trasformarsi in una fenice. Nello stesso, un altro pirata di nome Puzzle viene soprannominato "la fenice".
- Sia Devilfenix che il suo destriero Fenision, personaggi della serie Gormiti, sono ispirati all'uccello mitologico
- Il Pokémon Ho-Oh è basato sulla fenice
- Nella celebre serie di Harry Potter, Fanny, animale domestico di Albus Silente, è un esemplare di fenice, in grado di curare le ferite con le sue lacrime e di trasportare in volo grandi pesi per lunghi tratti.